# توباتا-كو
توباتا-كو (باليابانية: 戸畑区) هو حي في اليابان، يقع في كيتاكيوشو، بلغ عدد سكانه 58,247 نسمة وذلك حسب إحصائيات سنة 2017، تبلغ مساحته 16.66 كيلومتر مربع.